# ゲゲゲの鬼太郎 危機一髪!妖怪列島
ゲゲゲの鬼太郎 危機一髪! 妖怪列島（ゲゲゲのきたろう ききいっぱつ・ようかいれっとう）は、2003年12月11日にコナミから発売されたゲームボーイアドバンス用のゲームソフト。漫画『ゲゲゲの鬼太郎』を原作としたキャラクターゲームで、コナミがプレイステーション、プレイステーション2、ゲームボーイアドバンスの3機種で同日発売した「水木しげる生誕80周年記念作品」の一本。
真横視点による2Dアクションゲームだが、敵を倒すことで得られる経験値で鬼太郎の能力がレベルアップしたり、フィールド上で拾うお金で購入するアイテムを使用できる。
プロローグでは原作の序章（墓場鬼太郎）を基にした鬼太郎の誕生を描き、クリア後に表示されるイベントシーン等では原作からの取り込み画像を使うなど、アニメ版ではなく原作に近いテイストとなっている。

## キャスト
キャストは他の80周年記念作品と共通。ただし、ハードの性能上、声が使われているのは戦闘中の掛け声程度である。
- 鬼太郎（声優：松本梨香）
- 目玉おやじ（声優：熊倉一雄）
- ねずみ男（声優：野沢那智）
- 猫娘（声優：宮村優子）
- 砂かけ婆（声優：堀絢子）
- 子泣き爺（声優：穂積隆信）
- 一反木綿（声優：緒方賢一）
- ぬりかべ（声優：富田耕生）

## 各話タイトル
序章は鬼太郎の誕生話だけで戦闘は無い。第八話をクリアするとスタッフロールが流れて終了し、ボーナスステージの地獄編が出現する。
1. 序章 鬼太郎誕生
2. 第壱話 妖怪牛鬼の呪い（中国地方）
ボス：牛鬼
3. 第弐話 日本征服!八百八狸（四国地方］
ボス：蛟龍
4. 第参話 巨大妖怪ダイダラボッチ（九州・沖縄地方）
ボス：ダイダラボッチ（脳）&ねずみ男
5. 第四話 大寒波!冷凍妖怪雪ん子の罠!（北海道）
ボス：雪ん子&雪女&雪男、雪国合体妖怪
6. 第五話 妖怪赤舌!恐山の決戦!（東北地方）
ボス：赤舌
7. 第六話 鬼太郎死の宣告!妖怪大裁判!（関東地方）
ボス：百々じじい
8. 第七話 妖怪反物!中国妖怪の逆襲!（近畿地方）
ボス：チー、九尾の狐
9. 第八話 危機一髪!妖怪列島!（中部・北陸地方）
ボス：蛇骨婆&ぬらりひょん、みやまのぬし
10. 最終話 母を求めて地獄旅（地獄）
ボス：がしゃどくろ、夜行さん

## 登場する敵妖怪
- 海座頭

水流を口から吐く。
- 化け火

空中及び水中を漂う。
- 船幽霊

柄杓から水を撃つ。
- 水母の火の玉

水中を漂う。
- 磯女

- さざえ鬼

- 天狗

持っている団扇で攻撃する。
- 牛鬼

中国地方のラスボス。爪による攻撃のほか、地鳴りを起こす攻撃もする。
- 狸

「ポン」の字の弾を撃つ。
- かまいたち

- 二口女

- たんたん坊

頭上から降ってくる。
- 団三郎狸

- こう龍

- 信者

ダイダラボッチ教の信者。これは人間であり厳密には妖怪ではない。
- 妖怪樹

鬼太郎が喰らうと毒状態になる弾を撃つ。
- 妖怪樹（子）

- ひでり神

- キジムナー

沖縄県の妖怪。たんたん坊同様、頭上から降ってくる。
- カタキラウワ

鹿児島県の妖怪。たんたん坊やキジムナー同様、頭上から降ってくる。
- ダイダラボッチ

九州・沖縄地方のラスボスだが、脳がない状態で復活したため直接倒すことは不可能。洞窟の奥にある脳が事実上のラスボス。
- 野狐

青い狐。前方に冷凍弾を一発放つ。
- 気狐

茶色の狐。前方に冷凍弾を二発放つ。
- 空狐

黄色の狐。前方に冷凍弾を三発放つ。
- 天狐

ビームを撃ったり、テレポートしたりする。
- 水虎

漫画に登場した亡霊のような姿の水虎。空中を浮遊しながら冷凍弾を撃ってくる。
- ぶるぶる

- 雪ん子

- 雪女

- 雪男

- 合体冷凍妖怪

- ガイコツ

- 頭ガイコツ

空中を漂いながら火を吐いてくる。
- 邪魅

- 釜鳴り

- 土転び

転がってくるのみ。
- 骨女

- 赤舌

- 妖怪ポリス

地面にいるものと、空中を飛んでいるものの2パターンが存在。
- 傘化け

- 達磨

小さな達磨を出してくる。
- 見上げ入道

- モウリョウ

普段は歩いているだけだが、時にジャンプを繰り返してくる。
- 足まがり

地面を這っているのみ。
- 尻目

移動するのみ。目が出ている時しか倒せない。
- 小右衛門火

鬼太郎が近づくと四つの炎に分裂して攻撃する。
- 百々じじい

- コウモリ妖怪

緑の蝙蝠。鬼太郎が近づくと体当たりしてくる。
- 黄金コウモリ

黄色の蝙蝠。色以外はコウモリ妖怪と同じ。
- 吸血コウモリ

赤い蝙蝠。体当たりされるとしびれ状態になる以外はコウモリ妖怪と同じ。
- 黒コウモリ

黒い蝙蝠。体当たりされると毒状態になる以外はコウモリ妖怪と同じ。
- 中国天狗

回転しながら前後に短剣を投げる。なお、これに当たると毒状態になる。
- 黒怪物

転がって体当たりをしてくる。
- 中国夜叉

鬼太郎が近づくと座り込んで弾丸を投げてくる。
- 一目坊

空中を漂うのみ。
- かんばつ鬼

色以外は一目坊と同じ。
- 中国水虎

口から水の弾を吐く。
- チー

- 九尾の狐

- 万年竹

八方向に笹の葉を放つ。
- 妖怪竹(竹人間)

前方三方向に笹の葉を放つ。
- 朧車

体当たりしてくるのみ。
- すねこすり

歩いてくるのみ。
- けうけげん

空中を漂っている。鬼太郎が近づくと突進してくる。
- ぬらりひょん

- 蛇骨婆

- みやまのぬし